# Teodor Frunzeti
Teodor Frunzeti (n. 4 septembrie 1955, București) este un general român, care a îndeplinit funcția de comandant (rector) al Universității Naționale de Apărare "Carol I" din București până în anul 2014.

## Biografie
Teodor Frunzeti s-a născut la data de 4 septembrie 1955, în municipiul București. După absolvirea Liceului teoretic „Matei Basarab“ din București în anul 1974, s-a înscris la Școala Militară de Ofițeri Activi de Infanterie "Nicolae Bălcescu" din Sibiu, ale cărei cursuri le-a absolvit în 1977. A absolvit ulterior ca șef de promoție cursurile Facultății de Arme Întrunite, Tancuri și Auto, secția arme întrunite din cadrul Academiei de Înalte Studii Militare din București, (1987).
După absolvirea Școlii de ofițeri, a fost numit comandant de pluton la Regimentul 1 Mecanizat (1977-1980). Avansează în ierarhia militară, ocupând următoarele funcții: instructor în statul major al gărzilor patriotice al sectorului 6, București (1980-1985), ofițer-student în Academia de Înalte Studii Militare (1985-1987), locțiitor al șefului de stat major și șef birou operații la Regimentul 1 Mecanizat (1987-1989), șef de stat major la Batalionul 452 Construcții Locuințe (1989-1990) și ofițer de stat major în secția operații la comandamentul Armatei 1 (1990).
Începând din anul 1990 este cadru didactic (lector, conferențiar și profesor) la Academia de Înalte Studii Militare din București. În anul 1998, este transferat ca profesor universitar, prorector și locțiitor al comandantului la Academia Forțelor Terestre din Sibiu. În paralel cu activitatea didactică, a absolvit Colegiul de Comandă și Stat Major al Forțelor Terestre al Armatei S.U.A. (1998) și Colegiul de Apărare al NATO (Roma, 2005). A fost avansat la gradele de locotenent-colonel (1995) și colonel (1998).
A obținut două titluri științifice de doctor: în științe militare - cu teza „Rezervele strategice și rolul lor în războiul de apărare a țării. Modalități de utilizare a acestora în diferite forme de ducere a acțiunilor militare” (Academia de Înalte Studii Militare, București, 1996) și în științe politice - cu teza „Utilizarea puterii militare pentru soluționarea crizelor de după sfârșitul războiului rece” (Școala Națională de Științe Politice și Administrative, Facultatea de Științe Politice, 2006).
De asemenea, a urmat cursuri de perfecționare și specializare atât în țară, cât și în străinătate: un curs postacademic pentru cadre didactice (București, 1991); un curs postacademic superior (București, 1993); un curs N.A.T.O. (Germania, 1995); un curs de utilizare a microcalculatoarelor (1995); un curs de perfecționare în limba franceză (Canada, 1995); un curs de perfecționare în limba engleză (S.U.A., 1997); Seminarul de Management de  Nivel Înalt al Națiunilor Unite (New York și Oslo, 2004); Seminarul de Organizare și Execuție de Nivel Înalt pentru Studii de Securitate la Centrul George C. Marshall (Germania, 2006) și un curs internațional de Transformare a Apărării (Monterey, California, SUA, 2006).
După 10 ani în care a fost profesor, în anul 2000, colonelul Teodor Frunzeti revine în funcțiile de comandă din Statul Major, ca șef al Serviciului Strategii de Apărare din Direcția Planificare Strategică a Statului Major General.
Teodor Frunzeti a fost înaintat la gradul de general de brigadă (cu o stea) la 1 februarie 2002  și apoi la cele de general-maior (cu 2 stele) la 1 decembrie 2004  și general-locotenent (cu 3 stele) la 23 decembrie 2006.
Este transferat în funcția de comandant al Brigăzii 33 Mecanizată și locțiitor al comandantului Corpului 10 Armată Teritorial (2002-2003), apoi ca șef instrucție și doctrină (și inspector general al Forțelor Terestre) și comandant al Comandamentului Forțelor Terestre (2003-2004).
Înecpând cu data de 1 decembrie 2004, generalul-maior dr. Teodor Frunzeti a îndeplinit funcția de comandant al Comandamentului 2 Operațional Întrunit "Mareșal Alexandru Averescu" - fosta Armată a 2-a. În această calitate, el a condus activitățile detașamentelor românești din teatrele de operații și a coordonat planificarea, organizarea și conducerea exercițiilor naționale și multinaționale.. La data de 15 martie 2006, este numit în funcția de director adjunct al Statului Major General.
La data de 3 noiembrie 2006, generalul Teodor Frunzeti este numit în funcția de șef al Statului Major al Forțelor Terestre Române.
În prezent, este și profesor universitar asociat și coordonator de doctorat la Universitatea Națională de Apărare din București, precum și profesor universitar asociat la Universitatea "Lucian Blaga" din Sibiu. Generalul Frunzeti este autor și coautor a 13 cărți cu tematică militară și a 114 articole de specialitate și comunicări științifice. Este membru titular al Academiei Oamenilor de Știință din România.
Este căsătorit și are un copil. Vorbește fluent limbile engleză și franceză.
La data de 1 martie 2009, generalul locotenent Teodor Frunzeti este numit, prin ordin al ministrului apararii nationale, comandant (rector) al Universitatii Nationale de Aparare "Carol I".

## Distincții obținute
Ca urmare a meritelor sale în domeniul militar, generalul Frunzeti a fost decorat cu Crucea Naționala "Serviciul Credincios" și cu Semnul Onorific "În Serviciul Armatei".
A obținut Premiul „Mareșal Constantin Prezan”, acordat de Academia Oamenilor de Știință din România, la 14 septembrie 2005, pentru cartea „Forțe și tendințe în mediul de securitate european”.

## Lucrări publicate
- Întrebuințarea rezervelor strategice în războiul modern (Ed. A.I.S.M., București, 1998)
- Securitatea națională și războiul modern (Ed. Militară, București, 1999)
- Organizațiile internaționale în era globalizării (Ed. A.F.T., Sibiu, 2000)
- Paradigme militare în schimbare (Ed. Militară, București, 2005)
- Forțe și tendințe în mediul de securitate european (2005) - Premiul "Mareșal Constantin Prezan"
- Lumea 2005. Enciclopedie politică și militară (CTEA, București, 2005) - coautor
- Soluționarea crizelor internaționale (Ed. Institutul European, Iași, 2006)
- Globalizarea securității (Ed. Militară, 2006)
- Lumea 2009. Enciclopedie politică și militară (CTEA, București, 2009) - coautor
- Lumea 2011. Enciclopedie politică și militară (CTEA, București, 2011) - coautor
- Lumea 2013. Enciclopedie politică și militară (RAO, București, 2013) - coautor